# شقاء مجترية
الشَّقَّاءُ المُجْتَرِّيَّة (باللاتينية: Bifidobacterium Ruminantium) بكتيريا موجودة في كرش الأبقار.